# Slovakia Steel Mills
SLOVAKIA STEEL MILLS, A.S. (SSM) je ocelárna u města Strážske. Její výstavbu financovala Česká exportní banka (ČEB), úvěr pojistila Exportní garanční a pojišťovací společnost. ČEB se snaží úvěr ve výši 168 milionů eur (4,5 miliardy korun) prodat, nabídku skupiny Arca ve výši 52 milionů eur (1,4 miliardy korun) však představenstvo ČEB na svém jednání 28. listopadu 2014 odmítlo. Mezi další věřitele SSM patří J&T Banka a Poštová banka.
Jedním z dodavatelů SSM je i česká skupina Energochemica. Podle deníku E15 má ČEB část úvěru zajištěnou garancí od J&T Banky.